# Kollagen-Typ 16α1
Kollagen Typ XVI, alpha 1 ist ein fibrillenassoziiertes Kollagen, das vom Gen COL16A1 codiert wird. Es bildet Homotrimere, die wiederum Kollagenfibrillen vom Typ XVI formen.

## Eigenschaften
Kollagen Typ XVI, alpha 1 befindet sich hauptsächlich in Fibroblasten und Keratinozyten; außerdem auch in der glatten Muskulatur und im Amnion. Es ist in der Zelladhäsion involviert und induziert Integrin-vermittelte zelluläre Reaktionen, wie die Proliferation. Möglicherweise agiert Kollagen XVI als Substrat für die Adhäsion und Invasion von Tumorzellen im Bindegewebe. Somit spielt es eine wichtige Rolle in der Interaktion des Bindegewebes mit der extrazellulären Matrix.
Außerdem fördert Kollagen XVI die Lebensdauer von intestinalen subepithelialen Myofibroblasten (engl. intestinal subepithelial myofibroblasts, ISEMF) in der Darmwand, indem es die Fokalkontakte durch die Zell-Matrix-Interaktion stabilisiert, aber auch durch die Rekrutierung von Integrin α1β1 in den Spitzen der Fokalkontakte.
Die NC11-Domäne von Kollagen XVI dient als potentieller Biomarker für das Plattenepithelkarzinom und löst vaskuläre Mimikry durch Hochregulierung der endothelialen Rezeptoren VEGFR1, VEGFR2 und uPAR.